# Diomedes Cato

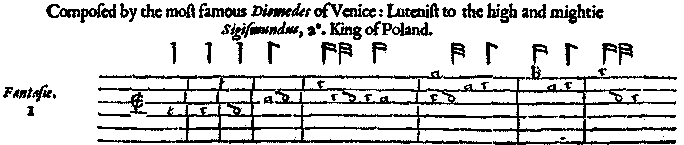
Diomedes Cato, Fantazja lutniowa (facsimile)

Diomedes Cato (ur. między 1560 a 1565 w Serravalle, w pobliżu Treviso, zm. 1627 w Gdańsku) – polski kompozytor i lutnista pochodzenia włoskiego.
Całe twórcze życie (znane daty 1588–1602) spędził w Polsce na dworze króla Zygmunta III Wazy, przyswajając idiom narodowy do tego stopnia, iż był czołowym przedstawicielem lutniowej „szkoły polskiej”.
Był synem pochodzącego z Mediolanu Costantino Cato.
Został pochowany 27 kwietnia 1627 na przykościelnym cmentarzu św. Mikołaja w Gdańsku.